# Tour della nazionale maschile di rugby a 15 del Galles 1978
Nel 1978 la nazionale gallese di rugby a 15 si reca in tour in Australia, dove subisce due onorevoli sconfitte dai Wallabies

## Risultati principali
| Cobar 30 maggio 1978 | NSW Country District | 0 – 33 | Galles XV |  |

| Brisbane 11 giugno 1978 | Australia | 18 – 8 | Galles | Ballymore Stadium |

| Canberra 13 giugno 1978 | Australian Capital Territory | 21 – 20 | Galles XV |  |

| Sydney 17 giugno 1978 | Australia | 19 – 17 | Galles | Cricket ground |